# エルメジンデ・フォン・ルクセンブルク
エルメジンデ・フォン・ルクセンブルク（ドイツ語：Ermesinde von Luxemburg, 1080年ごろ - 1143年6月24日）は、ルクセンブルク伯コンラート1世とクレマンス・ダキテーヌの長女。

## 生涯
エルメジンデは最初にエティション家のダグスブルク伯アルベルト1世・フォン・エギスハイム（1098年8月24日没）と結婚した。この結婚で2子が生まれた。
- （ハインリヒ＝）フーゴ9世 - ダグスブルク伯
- メヒティルト（1157年以降没） - メッツ伯・ホンブルク伯フォルマル5世と結婚

2度目に1109年ごろにナミュール伯ジョフロワ1世（1068年 - 1139年8月19日没）と結婚し、以下の子女をもうけた。
- アルベルト（1127年ごろ没）
- ハインリヒ4世（1112年ごろ - 1196年） - ルクセンブルク伯（1136年 - 1196年）、ナミュール伯（1139年 - 1189年）
- クレメンティア（1158年12月28日没） - 1130年ごろにツェーリンゲン公コンラート1世と結婚
- ベアトリクス（1115年ごろ - 1160年） - ルテル伯イティエと結婚
- アーデルハイト（アリス）（1124年 - 1169年7月） - 1130年ごろにエノー伯ボードゥアン4世と結婚

1136年に甥のルクセンブルク伯コンラート2世が死去したことにより、同家の所領、とりわけルクセンブルク伯領の相続問題が深刻となった。コンラート1世の子孫として2系統があった。グランプレ伯アンリ2世と結婚したコンラート2世の妹ルイトガルト（1120年 - 1170年）の系統と、2度目にナミュール伯ジョフロワと結婚していたエルメジンデの系統である。
ローマ王コンラート3世はルクセンブルク伯領をエルメジンデの長男ハインリヒ4世に与え、それによりルイトガルトの主張を退け（フランスのグランプレ伯にルクセンブルク領が渡るのを防いだことを意味する）、それとともにエルメジンデの初婚で生まれた息子フーゴ9世の主張をも退けた。